# عملية أتلانتا

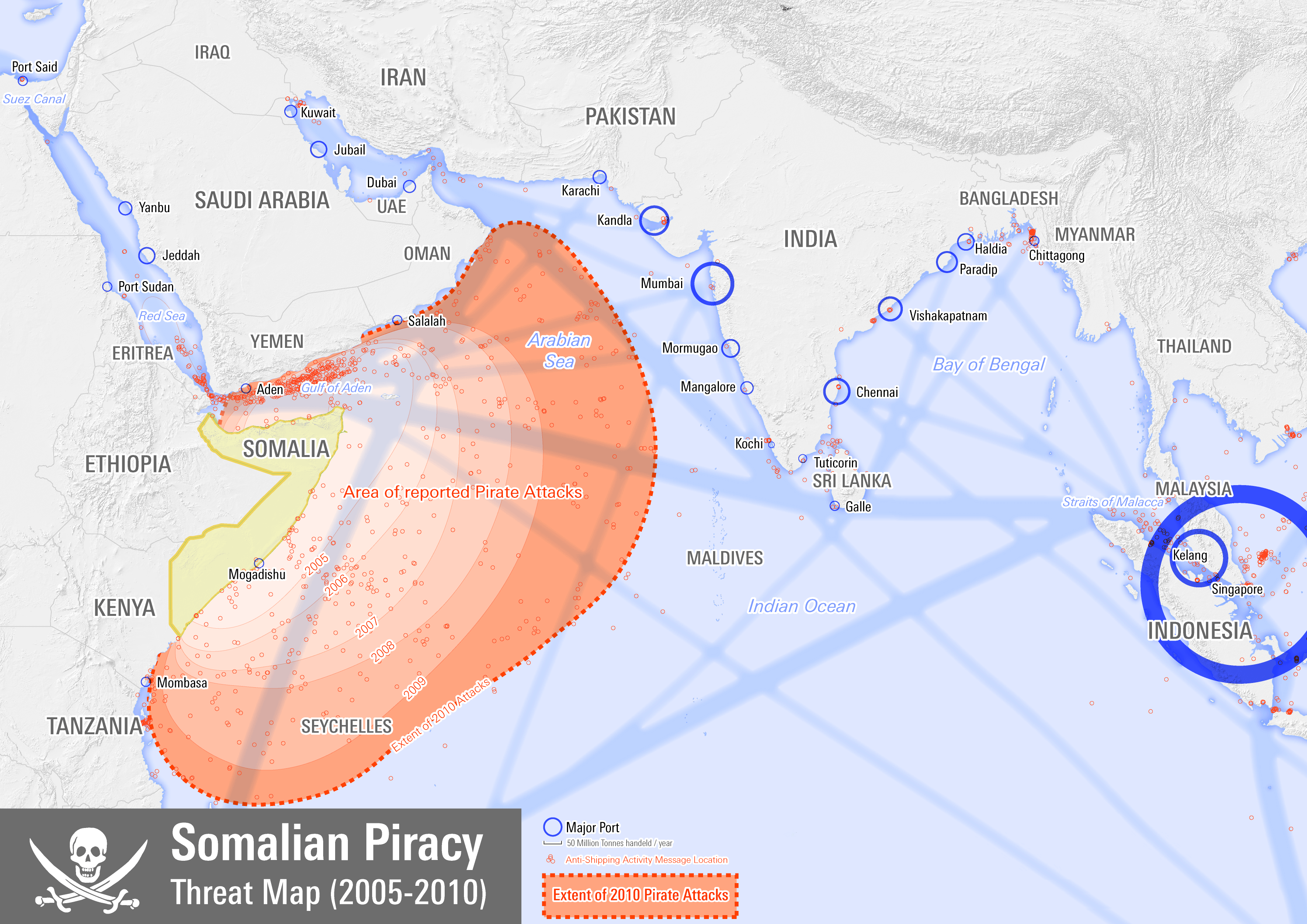
مناطق القرصنة في المحيط الهندي.

عملية أتلانتا هي عملية عسكرية حالية تقوم بها القوة البحرية التابعة للاتحاد الأوروبي تهدف إلى منع ومُكافحة أعمال القرصنة قبالة سواحل الصومال. يتجه تركيز البعثة صَوْب حماية السفن والشحنات التابعة لبرنامج الأغذية العالمي والاتحاد الإفريقي وغيرها. كما تهدف العملية إلى مُراقبة أنشطة الصيد في السواحل الإقليمية. وسّعت البعثة من نطاق عملها عام 2012 ليشمل الأراضي الساحلية الصومالية ومياهها الداخلية بالتنسيق مع الحكومة الانتقالية الصومالية الاتحادية والإدارات الإقليمية.

## الدول المشاركة
- ألمانيا، سفن وطائرات.
- بلجيكا، سفن.
- بلغاريا في المقر الرئيسي.[3]
- كرواتيا في المقر الرئيسي.[4]
- إسبانيا، سفن وطائرات.
- فنلندا في المقر الرئيسي.
- فرنسا، سفن وطائرات.
- اليونان، سفن.
- أيرلندا في المقر الرئيسي.
- إيطاليا، سفن.
- لوكسمبورغ، طائرات خاصة.[5]
- النرويج، سفن.
- هولندا، سفن.
- المملكة المتحدة، سفن.[6]
- السويد، سفن.
- البرتغال، طائرة واحدة.[7]